# La Tempesta (zespół muzyczny)
La Tempesta – polski zespół muzyki dawnej z Warszawy.
Zespół utworzyli w 1998 roku młodzi wokaliści i instrumentaliści grający muzykę renesansową i barokową na dawnych instrumentach. Kierownikiem artystycznym i dyrygentem zespołu jest jego założyciel Jakub Burzyński.
Zespół koncertuje grając muzykę Josquina Desprez i Palestriny, Monteverdiego, Schütza, Carissimiego, Purcella, Vivaldiego, Bacha, Haendla. W repertuarze pojawiają się także utwory kompozytorów późniejszych, zwłaszcza twórców wielkich form oratoryjnych baroku i klasycyzmu Haydna czy Elsnera.
La Tempesta koncertowała na znanych festiwalach polskich takich jak, Festiwal Muzyki Dawnej na Zamku Królewskim, Letnia Akademia Muzyki Dawnej w Wilanowie, Festiwal Muzyki Współczesnej "Warszawska Jesień", Dni Europy w Katowicach, Wratislavia Cantans, Gaude Mater Polonia w Opolu, Viva il Canto w Cieszynie oraz zagranicznych: Berliner Tage fur Alte Musik w Berlinie.
Występują w salach koncertowych Filharmonii Narodowej, Zamku Królewskim w Warszawie, Filharmonii Śląskiej, Studiu Koncertowym Polskiego Radia im. Witolda Lutosławskiego oraz w kościołach i scenach operowych całego kraju.
Orkiestra muzyki dawnej bierze także udział w spektaklach operowych m.in. The Fairy Queen Henry Purcella (Opera na Zamku w Szczecinie) oraz w Teatrze Wielkim w Poznaniu.
Dyskografia La Tempesty liczy 12 płyt kompaktowych wydanych w Polsce (DUX, Musicon) i za granicą (BIS, ARTS, Divox).